# Cape Rosa
Cape Rosa är en udde i Sydgeorgien och Sydsandwichöarna (Storbritannien). Den ligger i den nordvästra delen av Sydgeorgien och Sydsandwichöarna.
Terrängen inåt land är huvudsakligen kuperad, men åt nordost är den bergig. Havet är nära Cape Rosa västerut.  Det finns inga samhällen i närheten. 